# Embolismus
Der Embolismus (altgriechisch ἐμβάλλειν „einwerfen, einschieben“, als Nomen „Einschaltung“) ist ein Nachsatz zum Vaterunser, der in der Liturgie der katholischen Kirche verwendet wird. Im römischen Ritus der heiligen Messe wird zwischen den Bitten des Vaterunsers und der Doxologie (griechisch „Lobpreisung“) vom Zelebranten ein kurzes Gebet, der Embolismus, gesungen oder gesprochen, das eine Weiterführung der letzten Bitte ist.
Er lautet

“Libera nos, quaesumus, Domine, ab omnibus malis, da propitius pacem in diebus nostris, ut, ope misericordiae tuae adiuti, et a peccato simus semper liberi et ab omni perturbatione securi: exspectantes beatam spem et adventum Salvatoris nostri Iesu Christi.”

„Erlöse uns, Herr, allmächtiger Vater, von allem Bösen und gib Frieden in unseren Tagen. Komm uns zu Hilfe mit deinem Erbarmen und bewahre uns vor Verwirrung und Sünde, damit wir voll Zuversicht das Kommen unseres Erlösers Jesus Christus erwarten.“

Daran schließt sich die Doxologie an: „Denn dein ist das Reich und die Kraft und die Herrlichkeit in Ewigkeit. Amen.“
Das Gebet um Frieden und um Erlösung vom Bösen im Embolismus hat seinen Ursprung möglicherweise in der Zeit Papst Leos des Großen (440–461). In den Wirren der Völkerwanderung und bei der Plünderung Roms durch die Vandalen herrschten Unfriede und Krieg.
Der gesungene oder gesprochene Embolismus ist Bestandteil der Liturgie des römischen Ritus der heiligen Messe. In der Basiliusliturgie und der Chrysostomusliturgie gibt es keinen Embolismus. Im mozarabischen Ritus wird der Embolismus dagegen auch im Stundengebet bei den Laudes und der Vesper gebetet.